# Greg Hicks
Greg Hicks (Leicester, 27 mei 1953) is een Brits toneel-, film- en televisieacteur.

## Carrière
Hicks voltooide zijn theateropleiding aan het Rose Bruford College in Londen en sloot zich in 1976 aan bij de Royal Shakespeare Company. Hij werd genomineerd voor een Laurence Olivier Theatre Award in 2004 in de categorie Beste acteur van 2003 voor zijn optreden in Coriolanus in het Old Vic en werd in 2003 bekroond met de Critics' Circle Theatre Awards (Drama) voor beste Shakespeare-optreden in dezelfde rol.

## Filmografie

### Film
- Snow White and the Huntsman (2012) als Black Knight General
- Son of God (2014) als Pontius Pilatus
- The Mercy (2018) als Captain Box
- Us Among the Stones (2019) als Jack

### Televisie
- Churchill's People (1975) als QM Miles Sindercombe - afl. "The Agreement of the People"
- Beryl's Lot (1975) als 2nd Youth - afl. "Easy Pickings"
- Hazell (1979) als Jonty - afl. "Hazell Gets the Bird"
- The English Programme (1980) als Donalbain Seyton - 6 afleveringen
- Howards' Way (1986) als Mr. West - afl. "Dads V Daughter"
- Screen Two (1987) als Frederick Tilney / Willy - 2 afleveringen
- Fortunes of War (1987) als Aidan Pratt - 3 afleveringen
- Rockliffe's Babies (1988) als Brian Cellan - afl. "Looking After Your Own"
- Screenplay (1989) als Simon - afl. "Seeing in the Dark"
- Boon (1989) als Douglas Cruikshank - afl. "Do Not Forsake Me"
- The Nightmare Years (1989) als Sculptor - 4 afleveringen
- Bergerac (1987-1990) als Gregory Ormond / Richard Arlington - 2 afleveringen
- The Bill (1990-1996) als verschillende rollen - 4 afleveringen
- Maigret (1992) als Fernand Barillard - afl. "The Patience of Maigret"
- Moon and Son (1992) als 'Raz' Matasse - afl. "A Foreign Body"
- Shakespeare: The Animated Tales (1992) als Mercutio (stem) - afl. "Romeo and Juliet"
- You, Me and It (1993) als Mike Enderby - 3 afleveringen
- Families (1993) als Bazza - afl. "S1-A320"
- Casualty (1993-2008) als Gerry Talbot / Ronny - 2 afleveringen
- Under the Hammer (1994) als Piers Frobisher - afl. "The Jolly Joker"
- EastEnders (1995) als George - afl. "S1-A1100"
- Bugs (1995) als Zander - "Manna from Heaven"
- The Knock (1996) als Andrew Ryan QC - 6 afleveringen
- In Suspicious Circumstances (1996) als Sir William Cecil (segment: An Evil Business) - afl. "An Evil Business/Dearest Pet"
- Peak Practice (1996) als Barry Reynolds - afl. "Whipping Boy"
- Heartbeat (1998) - als David Fuller - afl. "Forbidden Fruit"
- The Echo (1998) als Nigel DeVriess - 2 afleveringen
- Wing and a Prayer (1999) als William Pory - afl. "S2-A7"
- Jason and the Argonauts (2000) als priester - 2 afleveringen
- Fallen (2004) als David Houghton - televisiefilm
- The Ten Commandments (2003) als Jekuthiel - 2 afleveringen
- Agatha Christie's Marple (2006) als Ferdinand - afl. "Sleeping Murder"
- Waking the Dead (2007) als Chris Lennon - 2 afleveringen
- Trial & Retribution (2007) als Paul Mandray - afl. "Mirror Image: Part 1"
- Midsomer Murders (2011) als Rev Norman Grigor - afl. "The Night of the Stag"
- The Bible (2013) als Pontius Pilatus - 4 afleveringen
- Charlie (2015) als François Mitterand - 2 afleveringen
- Domina (2021) als Asprenas - 2 afleveringen

## Geselecteerde podiumoptredens

### Royal Shakespeare Company
- Julius Caesar (2001) als Brutus
- Merry Wives of Windsor (2002) als Dr Caius
- Coriolanus (2002) als Coriolanus
- Hamlet (2004) als Ghost/Player King/Gravedigger
- Macbeth (2004) als Macbeth
- Julius Caesar (2009) as Julius Caesar
- The Winter's Tale (2009) als Leontes
- King Lear (2010) als King Lear
- Hamlet (2013) als Claudius/Ghost
- All's Well That Ends Well (2013) als King of France

### Overig
- Acastos in het National Theatre (1980)
- The Romans in Britain, als Marban, een druïde, in het National Theatre (1980)
- The Oresteia, als Orestes, in het National Theatre en Epidavros, Griekenland (1982) en Channel 4 (1983)
- Coriolanus, als Tullus Aufidius, National Theatre, (1984)
- The Homecoming, als Teddy, in het Comedy Theatre, London (1991)
- Messiah in het Old Vic (2002) als Christ
- Bacchai, als Dionysus, in het National Theatre (2003)
- Missing Persons: Four Tragedies and Roy Keane door Colin Teevan in het Jermyn Street Theatre (2006) als verschillende personages
- Tamburlaine in het Barbican (2005) als Tamburlaine
- An Enemy of the People in het Arcola Theatre (2008) als Dr Thomas Stockmann
- In Blood: The Bacchae in het Arcola Theatre (2009)
- Clarion, Arcola Theatre, (2015)
- Hamlet, who's there? als Claudius, met Flute Theatre (2016)
- Richard III (titelrol) Arcola (2017)
- Ghosts in de Sam Wanamaker Playhouse (2023) als Jacob Engstrand[4]
- The Dream of a Ridiculous Man in het Marylebone Theatre (2024) solovoorstelling, gebaseerd op het korte verhaal van Fjodor Dostojevski.